# Charlotte Uhlenbroeková
Charlotte Jane Uhlenbroek, přechýleně Charlotte Uhlenbroeková (* 16. května 1967, Islington, Londýn) je britská zooložka, publicistka a televizní moderátorka pořadů o přírodě stanice BBC.

## Život
Narodila se v Londýně nizozemskému otci, který jako expert v zemědělství pracoval pro Organizaci spojených národů, a anglické matce. Rodina cestovala po světě, pouhých deset dnů po jejím narození se její rodiče přestěhovali do Ghany, ve věku 5 až 14 let žila v Káthmándú v Nepálu, kde získala lásku ke zvířatům.
Vystudovala v roce 1988 s titulem bakalář přírodních věd obory zoologie a psychologie, v roce 1997 získala doktorát ze zoologie na Univerzitě v Bristolu. Poté, co strávila šest měsíců v Burundi, kde pomáhala bioložce Jane Goodallové v projektu na zachování šimpanzů, žila čtyři roky v chýši v lesích v Národním parku Gombe v Tanzanii a studovala komunikaci divokých šimpanzů, navazujíc tak na hlavní projekt Jane Goodallové se stejnou skupinou šimpanzů.
V televizi se objevila prvně v seriálu BBC Natural History Unit Dawn to Dusk (Za soumraku) v epizodě o šimpanzích v Gombe, v letech 1998–1999 účinkovala v pořadu Chimpanzee Diary jako součásti Animal Zone kanálu BBC Two. Následně uváděla sama řadu dokumentárních seriálů i jednotlivých pořadů o živočiších a přírodě, většinou pro stanici BBC, o zvířatech píše také publikace. V češtině byl uveden její televizní seriál Soukromý život primátů (Among the Apes; The Secret Life of Primates).

## Filmografie
- 1996 Nature (kanál PBS), epizoda „Jane Goodall's Wild Chimpanzees“ – vědecký konzultant
- 1998–1999 Chimpanzee Diary (součást Animal Zone, BBC Two) – uvádí
- 2000 Cousins (BBC One) – uvádí
- 2001 Congo's Secret Chimps (součást Wild Zone, BBC Two) – uvádí
- 2002 Talking with Animals (BBC One) – uvádí
- 2003 Jungle (BBC One) – česky: Džungle – uvádí
- 2005 Secret Gorillas Of Mondika (BBC Two) – uvádí
- 2006 Going Ape (Animal Planet) – hlas mimo obraz
- 2007 Safari School (reality show BBC Two) – uvádí
- 2009 Among the Apes, též The Secret Life of Primates (Five) – česky: Soukromý život primátů – uvádí, producent
- 2009 The Museum of Curiosity (BBC Radio 4), série 2, epizoda 4 (A chimpanzee rain dance) – panelová show
- 2011 The Adventurer's Guide to Britain (ITV1) – spoluuvádí